# Enteromius cerinus
Enteromius cerinus — вид променеперих риб із роду Enteromius. Описаний у 2024 році.

## Поширення
Ендемік ДР Конго. Поширений у басейні річки Ангадіко, лівої притоки річки Непоко. Виявлений у північно-східній частині заповідника дикої природи Окапі.